# Adolf Wagner
Pour les articles homonymes, voir Adolf Wagner  (homonymie) et Wagner.
Pour l’article ayant un titre homophone, voir Adolph Wagner.
Adolf Wagner (1er octobre 1890 à Algringen - 12 avril 1944 à Bad Reichenhall) est un membre de haut rang du NSDAP. Il est Gauleiter à Munich, ministre de l'Intérieur du Land de Bavière et SA-Obergruppenführer. Il reçoit la très rare Croix en or de l'Ordre allemand, à titre posthume en 1944.

## Biographie

### Jeunesse
Adolf Wagner naît à Algrange, en Lorraine annexée, pendant la première annexion allemande. Il fait ses études en lycée technique, à Metz, puis à Pforzheim. En 1909, il s'enrôle un an à Strasbourg. Il étudie ensuite les sciences naturelles et les mathématiques à l'Université de Strasbourg, avant de se spécialiser à l'Université technique de Rhénanie-Westphalie à Aix-la-Chapelle.

### Première Guerre mondiale
Pendant la Première Guerre mondiale, Adolf Wagner est officier de réserve, puis commandant de compagnie et officier d'ordonnance. Il est blessé à plusieurs reprises, ce qui lui vaut plusieurs décorations militaires.

### Entre-deux-guerres

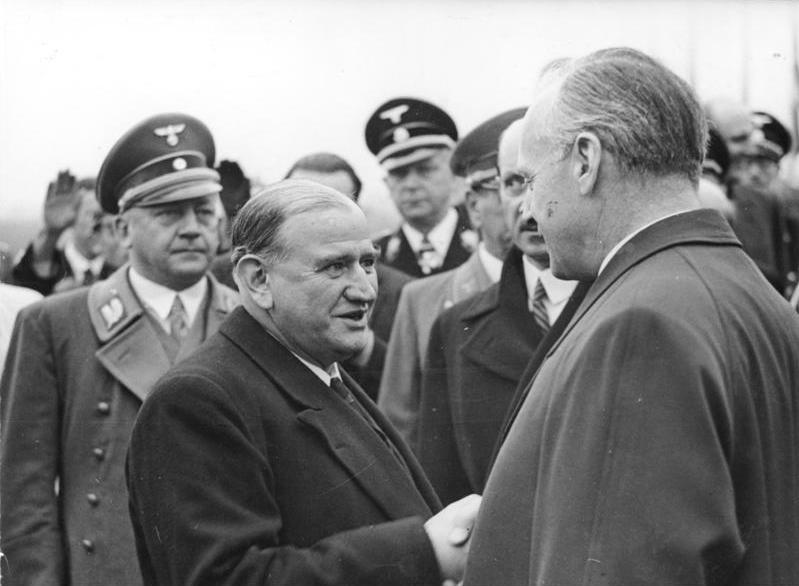
À gauche, Adolf Wagner, avec Daladier et Ribbentrop, lors des accords de Munich, le 30 septembre 1938.

Entre 1919 et 1929, Wagner est administrateur de plusieurs sociétés minières dans le Haut-Palatinat et en Autriche. En 1923, il rejoint le parti nazi. Il participe au putsch de Munich. En 1924, il est élu au sein du "Völkischen Block", une organisation politique nationaliste proche du NSDAP. En 1928, il est nommé par le NSDAP à la tête du Gau Oberpfalz, près de la circonscription du "Groß-München". Après la fusion des districts "Groß-München" et "Oberbayern" en 1930, Wagner en devient le Gauleiter.
En mars 1933, Adolf Wagner devient Staatskommissar au ministère de l'Intérieur bavarois. Il est ensuite élu en novembre 1933, au Reichstag. En tant que ministre de l'Intérieur, il travaille en étroite collaboration avec le chef de la police de Munich, Heinrich Himmler, incarcérant les premiers prisonniers politiques du Troisième Reich, principalement au camp de concentration de Dachau. Wagner soutient ensuite la politique antisémite de Rudolf Hess, en appliquant strictement les Lois de Nuremberg. 

### Seconde Guerre mondiale
Lorsque la guerre éclate, Adolf Wagner est chargé d'administrer la défense des districts militaires de Munich et de Nuremberg. À ce moment, Wagner acquiert la réputation d'être particulièrement antisémite. Il participe en effet avec zèle à la répression des juifs qui dépendent de son Gau. En juin 1942, Wagner est victime d'un accident vasculaire cérébral, qui l'oblige à mettre fin à ses fonctions. Il meurt deux ans plus tard, en avril 1944, à Bad Reichenhall.

## Publications personnelles
- Der Haushaltserlaß des Staatsministeriums des Innern für das Rechnungsjahr 1938 vom 14. septembre 1938, Kommunalschriften-Verl, Munich, 1938[1]
- Die deutschen gewerblichen Kreditgenossenschaften seit dem Weltkrieg : Ein Beitr. zur Darstellung der modernen Kreditorganisation, Dt. Genossenschafts-Verl., Berlin, 1930.
- Der organische Staat, R. Voigtländer, Leipzig, 1926.

## Distinctions
- Croix en or de l'Ordre allemand, 1944.

## Mandats législatifs
- Élections de 1933: Nationalsozialistische Deutsche Arbeiterpartei[7].
- Élections de 1936: Nationalsozialistische Deutsche Arbeiterpartei[7].
- Élections de 1938: Nationalsozialistische Deutsche Arbeiterpartei[7].